# اتفاقية قمع الاتجار بالأشخاص واستغلال بغاء الغير
تمت الموافقة على اتفاقية قمع الاتجار بالأشخاص واستغلال بغاء الغير من قبل الجمعية العامة للأمم المتحدة في 2 ديسمبر 1949  ودخلت حيز التنفيذ في 25 يوليو 1951. تنص الديباجة على ما يلي:
«حيث أن الدعارة والشر المصاحب للاتجار بالأشخاص بغرض البغاء لا يتفقان مع كرامة الإنسان وقدره ويهددان رفاه الفرد والأسرة والمجتمع»
اعتبارًا من ديسمبر 2013، كانت 82 دولة طرفًا في الاتفاقية (انظر الخريطة). ووقعت 13 دولة أخرى على الاتفاقية، لكنها لم تصدق عليها بعد.
تحل الاتفاقية محل عدد من الاتفاقيات السابقة التي غطت بعض جوانب الدعارة القسرية. يتحمل الموقعون ثلاثة التزامات بموجب اتفاقية 1949: حظر الاتجار، وتدابير إدارية وتنفيذية محددة، وتدابير اجتماعية تستهدف الأشخاص المتجر بهم. تقدم اتفاقية عام 1949 تحولين في منظور مشكلة الاتجار من حيث أنها تنظر إلى البغايا كضحايا للقوادين، ومن حيث أنها تتجنب مصطلحي «تجارة الرقيق البيض» و«النساء»، مستخدمة لأول مرة لغة محايدة عرقيا وجنسيا. لكي تندرج في إطار أحكام اتفاقية 1949، ليس من الضروري أن يتجاوز الاتجار الحدود الدولية.

## أحكام
تتطلب الاتفاقية  الدول الأطراف معاقبة أي شخص «يستغل دعارة شخص آخر، حتى مع موافقة ذلك الشخص» (المادة 1)، أو يدير بيتًا للدعارة أو يؤجر أماكن إقامة لأغراض الدعارة (المادة 2). كما ينص على إجراءات لمكافحة الاتجار الدولي لغرض الدعارة، بما في ذلك تسليم المجرمين.
علاوة على ذلك، يتعين على الدول الأطراف إلغاء جميع اللوائح التي تُخضع البغايا «لتسجيل خاص أو لحيازة مستند خاص أو لأي متطلبات استثنائية للإشراف أو الإخطار» (المادة 6). كما أنهم مطالبون باتخاذ الإجراءات اللازمة للإشراف على وكالات التوظيف من أجل منع الأشخاص الباحثين عن عمل، ولا سيما النساء والأطفال، من التعرض لخطر الدعارة (المادة 20).
يجوز، بناءً على طلب أي من أطراف النزاع، إحالة أي نزاع بين الأطراف بشأن تفسير أو تطبيق الاتفاقية إلى محكمة العدل الدولية (المادة 22).

## الحالة
أبدى عدد من الدول التي صادقت على الاتفاقية تحفظات على إحالة المنازعات إلى محكمة العدل الدولية، وبعض الدول لم تصدق على الاتفاقية إطلاقاً بسبب اعتراضها على وجود المادة.
أحد الأسباب الرئيسية لعدم تصديق العديد من البلدان على الاتفاقية هو أنها تنطبق أيضًا على الدعارة الطوعية،  بسبب وجود عبارة «حتى بموافقة ذلك الشخص» في المادة 1. على سبيل المثال، في دول مثل ألمانيا،  هولندا، نيوزيلندا،  اليونان،  ودول أخرى، تعتبر الدعارة الطوعية قانونية ويتم تنظيمها على أنها «مهنة».
استخدم بروتوكول الاتجار (2000) الملحق باتفاقية الأمم المتحدة لمكافحة الجريمة المنظمة تعريفاً مختلفاً لـ «الاتجار» عن ذلك الوارد في اتفاقية عام 1949،  وصدق عليه عدد أكبر من البلدان.
يقوم مركز حقوق الإنسان، وتحديداً أمانة الفريق العامل المعني بالرق، بالتعاون الوثيق مع مركز التنمية الاجتماعية والشؤون الإنسانية التابع لإدارة الشؤون الاقتصادية والاجتماعية الدولية، برصد الاتفاقية بنشاط.